# Episteme (filosofie)
Episteme is afgeleid van het Oudgrieks: ἐπιστήμη, epistèmè, wat staat voor kennis. Epistemologie of kennistheorie stelt de vraag wat kennis is.
Plato stelde in zijn Ideeënleer de echte kennis (epistèmè) – waarin de Ideeën in hun zuiverste vorm voorkwamen – tegenover opinies (δόξαι, doxai). Voor Aristoteles was epistèmè wetenschappelijke kennis en nooit gericht op praktisch nut of genot, maar weten om het weten. Praktische kennis noemde hij technè en phronèsis.

## Foucault
In de twintigste eeuw ontwikkelde de Franse filosoof Michel Foucault in Les mots et les choses het begrip episteme. Dit staat voor het geheel van kennis en wetenschap in een bepaalde periode en hoe de onderlinge samenhang wordt ervaren. Tijdens een epistemische breuk verandert deze 'orde der dingen'. Aangezien er in verschillende épistèmès sprake is van een ander conceptueel kader, ziet men de wereld op een andere manier. Om opvattingen uit een eerder épistèmè te begrijpen, moet hiermee rekening worden gehouden.
Rond dezelfde tijd ontwikkelde Thomas Kuhn zijn idee van paradigma's en paradigmaverschuivingen. Hoewel er overeenkomsten zijn tussen de twee begrippen, beperkt het begrip paradigma zich bij Kuhn tot een vakgebied en veronderstelt hij ook een grote mate van consensus. Het épistèmè van Foucault is breder en omvat meerdere vakgebieden waar ook verschillende opvattingen naast elkaar kunnen voorkomen. Daarnaast is de duur van een épistèmè langer dan dat van een paradigma.
Foucault maakte onderscheid tussen de épistèmès van de Renaissance, die wat hij de Klassieke Tijd noemde (1650-1800) en de Moderne Tijd (1800-heden). Hij voorzag het einde van de heersende épistèmè ten tijde van zijn schrijven.